# Zofia Palak
Zofia Lucyna Palak – polska pedagog, dr hab. nauk humanistycznych, profesor uczelni Instytutu Pedagogiki Wydziału Pedagogiki i Psychologii Uniwersytetu Marii Curie-Skłodowskiej w Lublinie.

## Życiorys
W 1974 ukończyła studia pedagogiczne na Uniwersytecie Marii Curie-Skłodowskiej w Lublinie, 30 marca 1998 habilitowała się na podstawie pracy zatytułowanej Psychospołeczne i edukacyjne funkcjonowanie uczniów z inwalidztwem wzroku kształcących się w szkołach ogólnodostępnych i specjalnych. Została zatrudniona na stanowisku profesora nadzwyczajnego w Państwowej Wyższej Szkole Zawodowej im. prof. Stanisława Tarnowskiego w Tarnobrzegu.
Jest profesorem uczelni w Instytucie Pedagogiki na Wydziale Pedagogiki i Psychologii Uniwersytetu Marii Curie-Skłodowskiej w Lublinie.

## Odznaczenia
- Złoty Krzyż Zasługi (2018)[3]